# Rue de Terre-Neuve
La rue de Terre-Neuve est une voie du 20e arrondissement de Paris, en France.

## Situation et accès
La rue de Terre-Neuve est une voie publique située dans le 20e arrondissement de Paris. Elle débute au 106, boulevard de Charonne et se termine place de la Réunion.

## Origine du nom
Elle porte le nom de l'île de Terre-Neuve, une ancienne colonie française de l'Amérique septentrionale.

## Historique

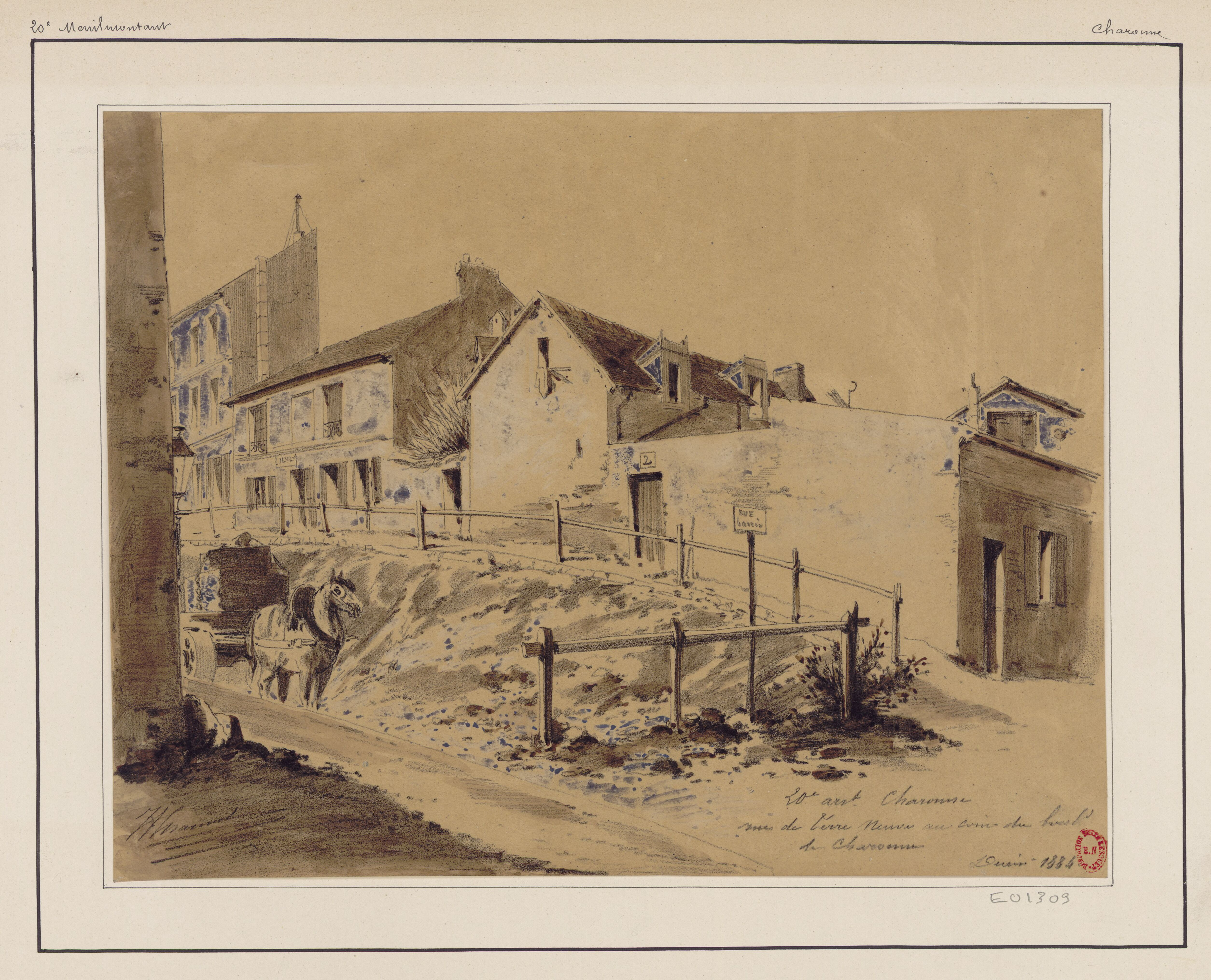
La rue, au coin du boulevard de Charonne en 1884 (dessin de Jules-Adolphe Chauvet).

Cette voie de l'ancienne commune de Charonne est indiquée à l'état de sentier sur le plan cadastral de 1812. Sur le plan cadastral de 1845, la partie comprise entre le boulevard de Charonne et la rue Planchat est appelée « rue des Basses-Vignoles » et la partie entre la rue Planchat et la place de la Réunion porte le nom de « chemin des Vignoles » avant de prendre le nom de « rue des Hautes-Vignoles ».
Ces deux sections sont classées dans la voirie parisienne en vertu du décret du 23 mai 1863 et prennent la dénomination actuelle par un arrêté du 1er février 1877.